# Drosera dielsiana
Drosera dielsiana Exell & J.R.Laundon, 1956 è una pianta carnivora della famiglia delle Droseracee.

## Descrizione

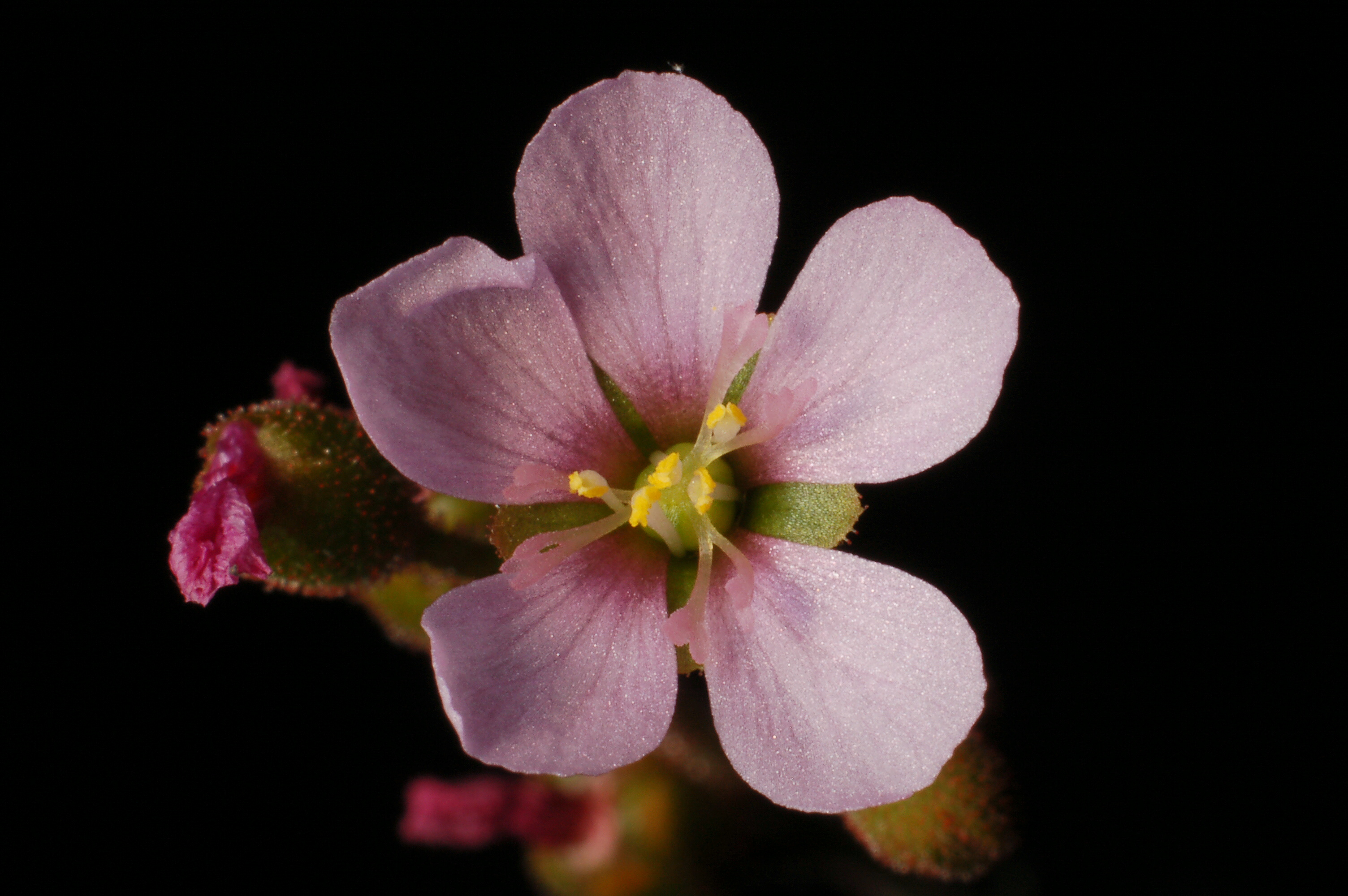
Fiore di D. dielsiana

È una specie di piccole dimensioni (max 3–4 cm).

## Distribuzione e habitat
La specie è diffusa in Africa sud-orientale (Sudafrica, Malawi, Mozambico, Swaziland, Zimbabwe).